# Прапор Бєлгородської області
Прапор Бєлгородської області — символ Бєлгородської області. Був затверджений постановою обласної Думи № 36 від 22 червня 2000 р.

## Опис
Прапор Бєлгородської області являє собою прямокутне полотнище, розділене синім хрестом на чотири рівні частини — з яких перша (верхня в ратища) — біла, друга (нижня в ратища) — червона, третя (верхня у вільного краю полотнища) — зелена, четверта (нижня у вільного краю полотнища) — чорна. Кольоровий герб Бєлгородської області, відтворений і затверджений 15 лютого 1996 року на основі герба Бєлгородської області 1730 року, поміщений у межах крижи — першої (білої) чверті прапора. Відношення ширини полотнища до довжини — 2:3, відношення висоти гербового щита до ширини полотнища — 3:9, відношення ширини плеча хреста до ширини полотнища — 1:11.